# 7438 Місакатоґе
7438 Місакатоґе (7438 Misakatouge) — астероїд головного поясу, відкритий 12 травня 1994 року.
Тіссеранів параметр щодо Юпітера — 3,530.
Названо на честь Місакатоґе (яп. みさかとうげ(三坂峠) місакато:ґе)